# Rin Sumida
Rin Sumida (隅田 凜, Sumida Rin, Fujisawa, 12 januari 1996) is een Japans voetbalster die als middenvelder speelt bij Mynavi Vegalta Sendai.

## Carrière

### Clubcarrière
Sumida begon haar carrière in 2012 bij Nippon TV Beleza. In zeven jaar speelde zij er 116 competitiewedstrijden. Met deze club werd zij in 2015, 2016, 2017 en 2018 kampioen van Japan. Ze tekende in 2019 bij Mynavi Vegalta Sendai.

### Interlandcarrière
Sumida nam met het Japans nationale elftal O17 deel aan het WK onder 17 in 2012. Zij nam met het Japans nationale elftal O20 deel aan het WK onder 20 in 2016. Daar stond zij in alle zes de wedstrijden van Japan opgesteld en Japan behaalde brons op het wereldkampioenschap.
Sumida maakte op 9 april 2017 haar debuut in het Japans vrouwenvoetbalelftal tijdens een wedstrijd tegen Costa Rica. Zij nam met het Japans elftal deel aan het Aziatisch kampioenschap 2018 en de Aziatische Spelen 2018. Japan behaalde goud op het Aziatisch kampioenschap en de Aziatische Spelen. Ze heeft 22 interlands voor het Japanse elftal gespeeld.

## Statistieken
| Japans vrouwenvoetbalelftal | Japans vrouwenvoetbalelftal | Japans vrouwenvoetbalelftal |
| Jaar                        | Wed.                        | Dlp.                        |
| --------------------------- | --------------------------- | --------------------------- |
| 2017                        | 7                           | 0                           |
| 2018                        | 15                          | 0                           |
| Totaal                      | 22                          | 0                           |